# Johann Baptist Edmund Dähler
Johann Baptist Edmund Dähler (Appenzell, 3 juli 1847 - Appenzell, 7 januari 1927) was een Zwitsers jurist, archivaris en politicus.

## Levensloop
Dähler was de zoon van oud-Landamman Johann Baptist Dähler. Hij zou later in zijn vaders voetsporen treden. Hij volgde een opleiding tot koopman in Lausanne en studeerde aldaar rechten en vestigde zich daarna als boekhouder en advocaat in Appenzell. Van 1877 tot 1883 was hij districtscommandant en van 1882 tot 1883 kantonsrechter. Van 1890 tot 1902 was hij landsarchivaris. 
Dähler was lid van de Standeskommision (regeringsraad) van het kanton Appenzell Innerrhoden. Van 1883 tot 1887 was hij Landessäckelmeister (hoofd financiën) en van 1890 tot 1897 was hij beheerder van het departement van Onderwijs. Tussen 1887 en 1923 was hij afwisselend Regierende Landammann (regeringsleider) en Pannerherr (plaatsvervangend regeringsleider) van het kanton Appenzell Innerrhoden. Als regeringslid vertegenwoordigde hij de katholieke Conservatieve Partij, sinds 1913 Zwitserse Katholieke Conservatieve Partij geheten (voorloper van de huidige Christendemocratische Volkspartij.
Dähler was van 1890 tot 1895 voor de Katholieke Conservatieve Partij lid van de Nationale Raad (tweede kamer Bondsvergadering) en van 1895 tot 1920 was hij lid van de Kantonsraad (eerste kamer Bondsvergadering).
Johann Baptist Edmund Dähler overleed op 79-jarige leeftijd.

## Landammann
- 24 april 1887 - 28 april 1889 — Landammann
- 27 januari 1890 - 24 april 1892 — Landammann
- 22 januari 1893 - 28 april 1895 — Landammann
- 25 april 1897 - 30 april 1899 — Landammann
- 30 april 1899 - 28 april 1901 — Pannerherr
- 28 april 1901 - 26 april 1903 — Landammann
- 26 april 1903 - 30 april 1905 — Pannerherr
- 30 april 1905 - 28 april 1907 — Landammann
- 28 april 1907 - 25 april 1909 — Pannerherr
- 25 april 1909 - 30 april 1911 — Landammann
- 30 april 1911 - 27 april 1913 — Pannerherr
- 27 april 1913 - 25 april 1915 — Landammann
- 25 april 1915 - 29 april 1917 — Pannerherr
- 29 april 1917 - 29 april 1919 — Landammann
- 27 april 1919 - 24 april 1921 — Pannerherr
- 24 april 1921 - 29 april 1923 — Landammann